# 各务原市
各務原市（日语：／ Kakamigahara shi */?）是日本岐阜县南部的城市，位於濃尾平原北部，其北部和東部地區以海拔200～300公尺的山脈為界，包括关市和坂穗木町；西部則與岐阜市接壤，西南部與笠松町和岐南町接壤，木曾川向南流淌形成東西向的縣界。在歷史上，該城市作為中山道的驛站城鎮（鵜沼宿）而繁榮，近代則發展為與岐阜基地相關的工業城市。如今，該城市為岐阜縣排名第三的人口城市，僅次於岐阜市和大垣市。
該市擁有許多大型公園和綠地，其中包括建在岐阜高等農林學校舊址上的各務原市民公園。該市採用「公園城市」的概念作為城鎮發展的一部分政策。2005年榮獲總理綠色城市獎。城市設有三菱重工業和川崎重工業的飛機工廠，以及岐阜上原航空宇宙博物館。

## 地理
各務原市位於濃尾平原北部，北部及東部地區由海拔200～300公尺的秩父帶古生代砂岩和燧石層山脈組成，俗稱各務原阿爾卑斯山脈。木曾川從北向南流過，形成了與愛知縣的縣界。市中心位於各務原台地，海拔介於30公尺至60公尺之間，土壤排水性極差，覆蓋黑土，不適宜種植稻米。名古屋鐵道車站的名字「六軒站」和「二十軒站」，以及水庫的名字苧瀨池都是當時的遺跡。 
自明治時代以來，利用這些廣闊的田野和排水良好的土壤，建造包括軍事基地、訓練場和舊岐阜大學農工學部，以及機械和紡織工廠等設施，土地面積幾乎沒有增長。胡蘿蔔和其他農作物的種植成為主要產業。山脈主要由古生代至中生代的燧石組成，是未被侵蝕的堅硬燧石，從空中俯瞰山脈呈現出「>」字形。在烏沼地區的木曾河畔，發現了侏羅紀時期的放射蟲化石，其中一種放射蟲以「烏沼」命名。
2004年合併後增加舊川島町和原稻葉町以南由木曾川沖積層而成的平坦地區。該地區自古以來就因木曾川而容易發生洪水，由多個河島組成，每次洪水發生時，地形都會改變。現在的流域最終在1945年代的木曾川上游整治工程中確定，木曾川被分成3條河道，稱為三派川。霍庫帕河與木曾河幹流之間被溢流堤所隔開。正常情況下沿著新境川的河道流動，但在異常高水位時，它會從木曾川的干流中分流。南波川則是與愛知縣的縣界，地區上被歸類為岐阜縣。
- 主要河流：木曾川、境川（日语：境川_(岐阜県)）、新境川（日语：新境川）、大安寺川（日语：大安寺川）
- 主要水系：羽島用水（日语：羽島用水）、各務用水（日语：各務用水）
- 主要湖泊：苧瀨池（日语：苧ヶ瀬池）、東島池（日语：東島池）
- 主要山峰：權現山（日语：権現山_(各務原市)）、伊木山（日语：伊木山）、三井山（日语：三井山）、各務山（日语：各務山）、各務原阿爾卑斯山脈（包括金比羅山、佐寒山、向井山、權現山等山脈）
- 鄰近城市
  - 北部：关市
  - 東部：加茂郡坂祝町
  - 西部：岐阜市、笠松町、羽島郡、岐南町（笠松町內的木曾川流域有一塊飛地）
  - 南部：愛知縣一宮市、甲賀市、犬山市、丹羽郡扶桑町

## 友好城市
- 日本福井縣敦賀市 （1989年）
- 江原道春川市 （2003年）

## 外部連結
- 官方网站